# Casa al carrer Raval del Remei, 6 (Caldes de Montbui)
La Casa al carrer Raval del Remei, 6 és una casa de Caldes de Montbui (Vallès Oriental) protegida com a bé cultural d'interès local.

## Descripció
És un edifici unifamiliar entre mitgeres d'uns sis metres de façana i dos pisos. Estructura tradicional de parets de càrrega i antigament de forjats unidireccionals de bigues i biguetes de fusta. La coberta és inclinada a dues vessants, amb teules àrabs.
Hi ha un ordre en la disposició de forats, en dues bandes verticals. A l'eix de la dreta es disposen tres forats més o menys alineats en cada un dels pisos, amb una component marcadament vertical. A l'eix de l'esquerra sols hi ha un petit forat que se situa en la planta baixa. En la composició destaquen sobretot la disposició de les obertures situades en dos eixos, un vertical desplaçat a la dreta i l'altre horitzontal en planta baixa. Les obertures són totes diferents, degut possiblement a que han estat realitzades al llarg dels anys i adopten proporcions més o menys quadrades. Destaquen principalment dos elements arquitectònics: la porta d'accés a l'habitatge, formada per uns brancals i un arc fets de maó, i la petita finestra feta tota ella de pedra (brancals, llinda i ampit).
L'obertura superior és típica de l'indret i possibilita la ventilació de les golfes. L'acabat de la façana és arrebossat i pintat al damunt, menys el sòcol, que és de pedra. La façana està rematada per una petita cornisa de ceràmica i un canaló del mateix material.

## Història
Possiblement els seus inicis són dels segles XVI- XVII, ja que és en el segle xvi quan es forma un grup de cases fora muralla al voltant del Portal de Vic, que més tard donaria lloc al barri del Raval del Remei.
L'edifici es troba al carrer Raval del Remei, antic camí de Vic. Els elements s'han datat per comparació amb altres estilísticament propers i per dades o notícies històriques de l'expansió de la ciutat a la zona del Raval.